# Pulo Tunong
Pulo Tunong is een bestuurslaag in het regentschap Pidie van de provincie Atjeh, Indonesië. Pulo Tunong telt 467 inwoners (volkstelling 2010).